# Théâtre du Rideau vert
Le Théâtre du Rideau Vert est la plus ancienne compagnie francophone professionnelle de théâtre encore active au Canada. Elle présente des œuvres d'artistes d’expérience et d'artistes émergents, de création et de répertoire. Sa programmation intègre la dramaturgie québécoise et la dramaturgie internationale actuelle.  

## Histoire

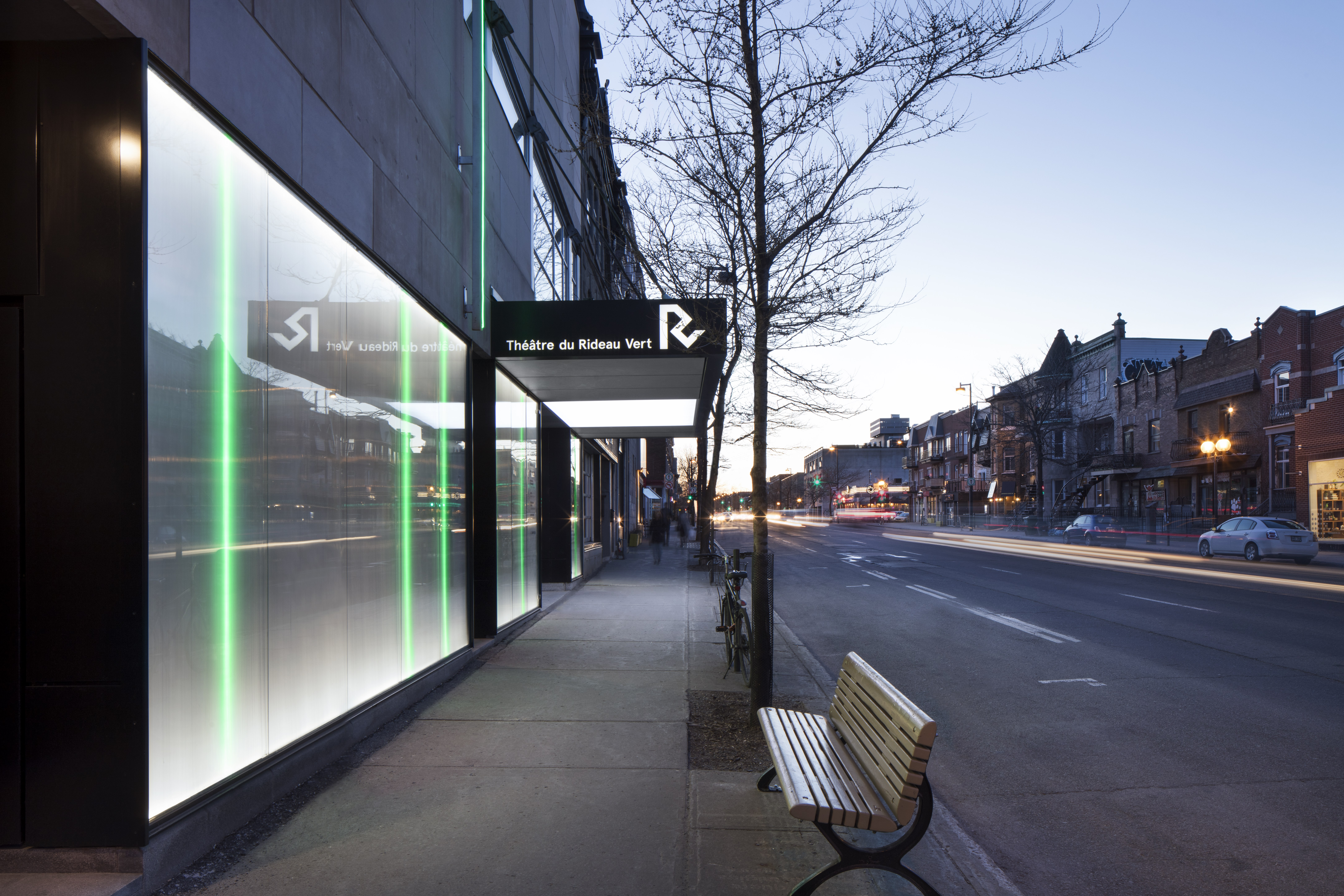
Théâtre du Rideau Vert, 2018. cr. Adrien Williams

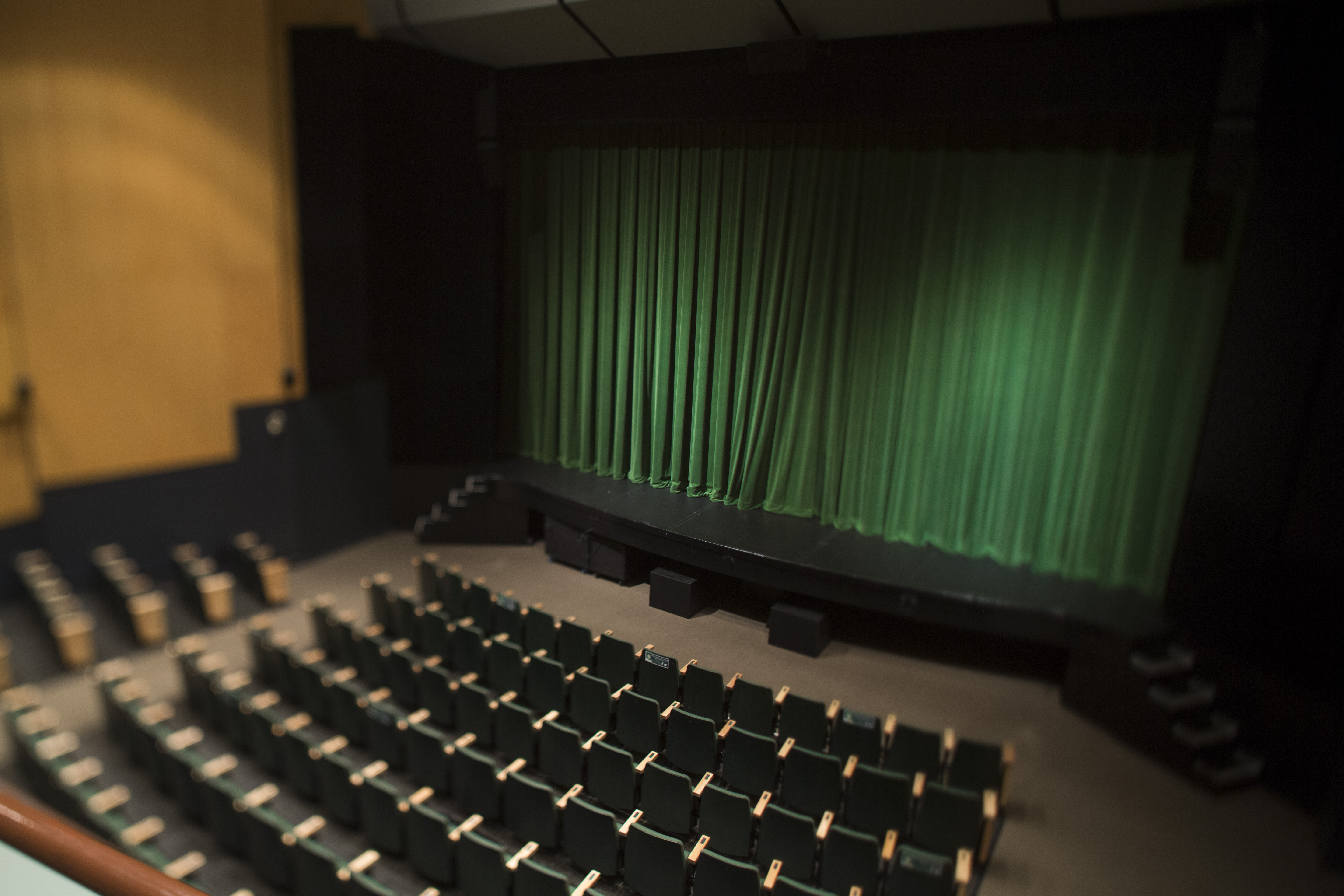
Théâtre du Rideau Vert, 2014. cr. François Laplante Delagrave

La compagnie du Théâtre du Rideau Vert est fondée en 1948 par Yvette Brind'Amour et Mercedes Palomino. La première pièce montée par la compagnie en 1949 est une adaptation française de la pièce The Children's Hour (play) (en) de Lillian Hellman, présentée sous le titre Les innocentes. 
La compagnie suspend ses activités en 1953 pour reprendre en 1956. La programmation régulière reprend pour la saison 1956-1957. À partir ce point, le théâtre présente entre sept et dix pièces par saison, devenant l'un des premiers théâtre à saison régulières au Québec. La compagnie s'installe dans l'ancien Théâtre Stella en 1960. Cet espace favorise le développement du Théâtre du Rideau Vert qui s'implante alors comme l'un trois trois pôles de l'activité théâtrale au Québec de l'époque avec le Théâtre du Nouveau Monde et le Théâtre Club. Au même moment, le Rideau Vert entame des tournées à l'international en France, en Russie et en Italie. Plusieurs des pièces  diffusées à l'étranger sont des productions originales québécoises, mais quelques adaptations d'oeuvres classiques (notamment Le songe d'une nuit d'été de Shakespare). Durant cette période, le Théâtre du Rideau Vert collabore également avec plusieurs acteurs étrangers, dont les acteurs français Madeleine Renaud (1967 et 1972),  Claude Dauphin(1972) et Michael Lonsdale(1972); ainsi que le metteur en scène italien Giovanni Poli (it) (1966 et 1971) et le metteur en scène russe I. M. Raevsky (1966 et 1971).    
Entre 1967 et 1978, plusieurs oeuvres destinées à la jeunesse sont produites au Rideau Vert. C'est la première compagnie professionnelle qui s'intéresse à ce genre au Québec.        
Depuis 2005, le théâtre présente une revue de l'année intitulée Revue et corrigée.    

## Salle de spectacle
Après avoir œuvré dans diverses salles (Compagnons de Saint-Laurent, Monument-National, Gesù, l'Anjou), le Théâtre du Rideau Vert s'est installé définitivement en 1960 au 4644 rue Saint-Denis à Montréal. Depuis, la salle a été rénovée et transformée à deux reprises. La dernière rénovation (1991) a porté la capacité à 426 places. Conçue par Saucier + Perrotte Architectes, la reconstruction reçoit le Prix d'excellence en architecture remise par l'Ordre des architectes du Québec.
Le théâtre est situé à proximité (300 mètres et moins) des stations de métro Laurier et Mont-Royal.

## Direction artistique
Yvette Brind'Amour est la directrice artistique à partir de la fondation en 1948 jusqu'à son décès en 1992. Puis, de 1992 à 2004, la direction artistique est assurée par la cofondatrice Mercedes Palomino et le metteur en scène Guillermo de Andrea. Depuis 2004, c'est Denise Filiatrault qui assure la direction artistique du Théâtre du Rideau Vert.

## Productions originales marquantes
Le Théâtre du Rideau Vert est l'une des premières compagnies de théâtre à s'investir dans la création d'œuvres québécoises, favorisant l'éclosion du théâtre de Félix Leclerc, Marie-Claire Blais, Gratien Gélinas, Michel Tremblay, Antonine Maillet, etc. Parmi ces productions originales , plusieurs marquent la scène théâtrale québécoise. 
- 1956: Sonnez les matines de Félix Leclerc.
- 1965: Une maison... un jour de Françoise Loranger.
- 1968: Les Belles-sœurs de Michel Tremblay.
- 1972: La Sagouine d'Antonine Maillet.
- 1984: Albertine en cinq temps de Michel Tremblay (co-produit avec le Théâtre français du Centre national des Arts).
- 1987: Le Vrai monde ? de Michel Tremblay (co-produit avec Théâtre français du Centre national des Arts).
- 1998: Encore une fois, si vous le permettez de Michel Tremblay.

## Archives
Le fonds d'archives du Théâtre du Rideau Vert est conservé au centre d'archives de Montréal de Bibliothèque et Archives nationales du Québec.  

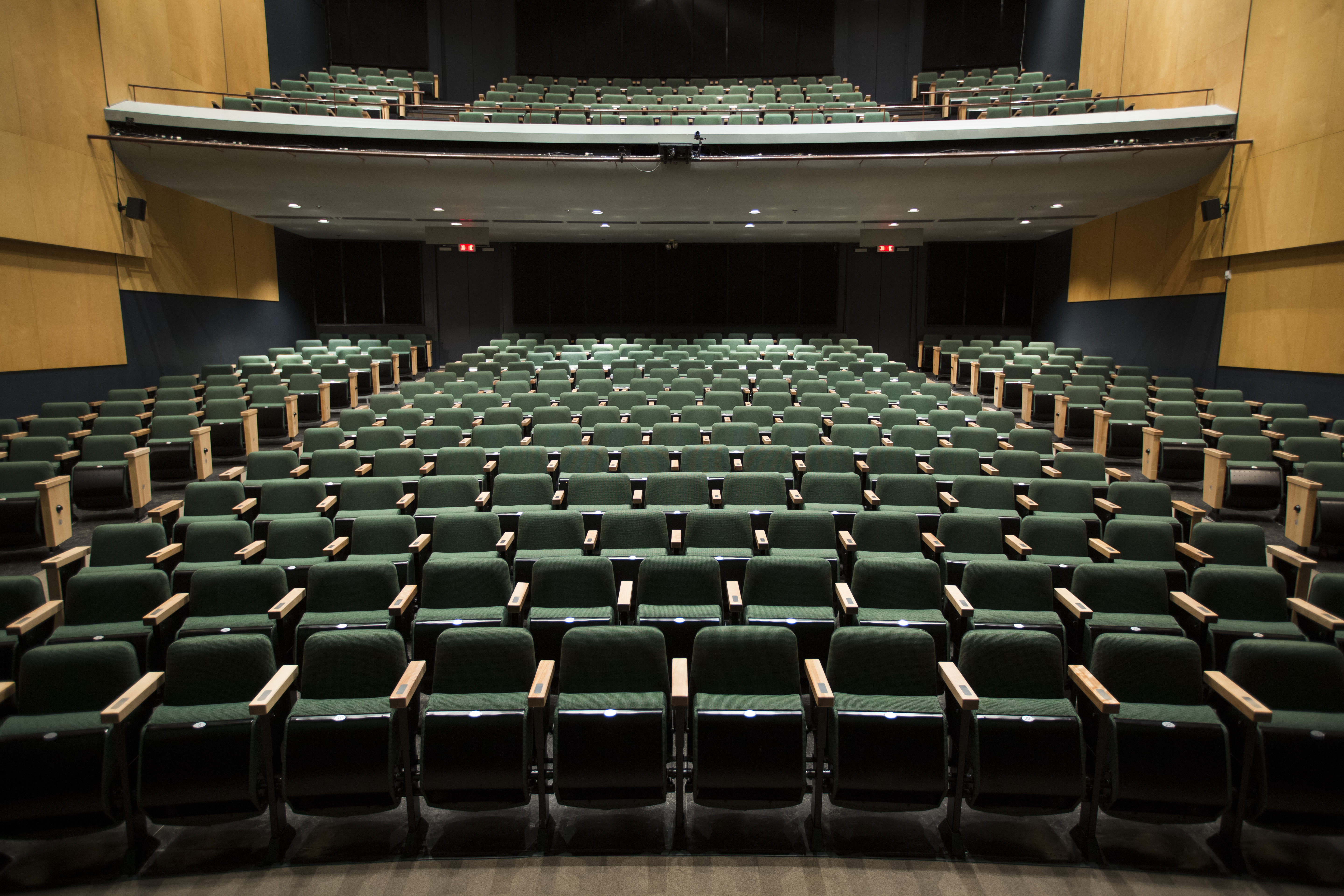
Théâtre du Rideau Vert, 2014. cr. François Laplante Delagrave

Le fonds d'archives de Guy Dubois, photographe attitré du Théâtre du Rideau Vert pendant près de 30 ans, est conservé au centre d'archives de Montréal de Bibliothèque et Archives nationales du Québec. Le fonds contient près de 25 000 photographies des pièces de théâtre jouées entre 1969 et 1997.  